# Christina Storm
Christina Storm (Pretoria, 1 de abril de 1974) es una actriz, modelo y emprendedora sudafricana. Ha participado en más de doscientos comerciales de televisión. En la actuación, es conocida por sus papeles protagónicos en películas como Kite (2014), Eternity (2010) y Ek Lief Jou.

## Biografía
Storm nació el 1 de abril de 1974 en Pretoria, Sudáfrica. Tras el divorcio de sus padres, ella asistió a nueve centros diferentes de educación.

## Carrera profesional
Como modelo, apareció en distintas ocasiones en portadas de revistas populares como: "Elle" (mayo de 1997), "SL" (octubre de 1999), "Sudáfrica: Sports Illustrated", "Gentlemen Quarterly" en 1999.
En 2007, debutó en televisión con la telenovela Egoli de M-Net como "Bienkie Naude". En 2010, actuó en la serie Jacket Dance y Wild at heart, donde interpretó al personaje "Sammi". El mismo año, protagonizó la película Jakhalsdan como "Vanessa Ruiters" y en la película Eternity como "Lisa". Posteriormente, se unió al programa de telerrealidad Survivor South Africa: Santa Carolina de M-Net como una de las celebridades concursantes.
En 2011, actuó en la película I Love You. En los años anteriores, obtuvo participaciones en películas como: Stealing time (2013), Kite (2014) con el papel de "Sawa's mother", Everything crazy (2014) como "Elzaan Mostert", The Ghost Of Uniondale (2014) como "Tanie Miempie".

## Filmografía
| Año  | Título                         | Rol             | Tipo                | Ref.  |
| ---- | ------------------------------ | --------------- | ------------------- | ----- |
| 2010 | Wild at Heart                  | Sammi           | Serie de televisión |       |
| 2010 | Jakhalsdans                    | Vanessa Ruiters | Película            | [ 3 ] |
| 2010 | Egoli: Afrikaners is Plesierig | Bienkie         | Película            | [ 2 ] |
| 2010 | Eternity                       | Lisa            | Película            |       |
| 2011 | Ek Lief Jou                    | Lisa Sneiders   | Película            |       |
| 2013 | Stealing Time                  |                 | Película            |       |
| 2014 | Kite                           | Madre de Sawa   | Película            | [ 3 ] |
| 2014 | Alles Wat Mal Is               | Elzaan Mostert  | Película            |       |
| 2014 | Die Spook van Uniondale        | Miempie Crouse  | Película            |       |

## Vida privada
Estuvo casada con el exjugador de rugby de los Springbok, James Small, durante diez años. Tuvieron una hija juntos. Sin embargo, la relación estuvo siempre marcada por las agresiones físicas hacia ella. La solicitud de divorcio citó violencia doméstica como causa. El 10 de julio de 2019, Small murió en el hospital, luego de sufrir un infarto mientras tomaba en un club de estriptis en Johannesburgo. Una autopsia reveló que la causa de la muerte fue una cardiopatía isquémica, y la investigación policial sobre las circunstancias que rodearon su muerte no reveló circunstancias sospechosas. Después de siete meses de noviazgo, Storm se casó con Paul Nel el 9 de octubre de 2013. Tienen tres hijos juntos.
A fines de 2020, sufrió depresión y ansiedad por lo cual inició un programa de rehabilitación.